# Szymon Brej
Szymon Brej (ur. 26 października 1913 w Dobryni, zm. 19 listopada 1986 we Wrocławiu) – polski profesor nauk rolniczych w zakresie hodowli roślin.
Studiował rolnictwo na Wydziale Rolnym Uniwersytetu Jagiellońskiego w Krakowie w latach 1937–1946, otrzymując dyplom magistra inżyniera rolnictwa. Od 1 lutego 1947 pracował jako młodszy asystent w Katedrze Genetyki i Hodowli Roślin na Wydziale Rolniczym Uniwersytetu Wrocławskiego i Politechniki Wrocławskiej. W 1950 otrzymał stopień doktora nauk rolniczych na podstawie pracy Studia nad jakością odmian pszenic jarych i ozimych w warunkach Dolnego Śląska. W 1960 został doktorem habilitowanym, tytuł profesora nadzwyczajnego uzyskał w 1962, a profesora zwyczajnego – w 1974.
Był nauczycielem i wychowawcą wielu pokoleń młodzieży, wieloletnim kierownikiem Katedry Hodowli Roślin i Nasiennictwa Akademii Rolniczej we Wrocławiu (1956–1970), jej współtwórcą, pionierem nauki wrocławskiej. Wypromował 9 doktorów oraz patronował 3 habilitantom.
W latach 1953–1962 był prodziekanem, a w latach 1962–1964 dziekanem Wydziału Rolniczego, a także organizatorem i pierwszym kierownikiem Laboratorium Technologii Zbóż Instytutu Hodowli i Aklimatyzacji Roślin we Wrocławiu (1951–1963), członkiem Komitetu Hodowli i Uprawy Roślin PAN (1965–1968), Komitetu Fizjologii, Genetyki i Hodowli Roślin PAN, Rady Naukowej Instytutu Biologii Stosowanej WSR we Wrocławiu (1964–77), Państwowej Komisji Oceny Odmian (w latach pięćdziesiątych), Rady Naukowo-Technicznej przy Ministrze Rolnictwa (1966–1969), Wrocławskiego Towarzystwa Naukowego i Polskiego Towarzystwa Genetycznego.
Pochowany został na Cmentarzu Osobowickim we Wrocławiu.

## Odznaczenia[4]
- Krzyż Oficerski Orderu Odrodzenia Polski
- Krzyż Kawalerski Orderu Odrodzenia Polski
- Odznaka „Zasłużony Nauczyciel PRL”
- odznaczenia i wyróżnienia regionalne